# Gymnantheminae
Gymnantheminae H. Rob., 1999 è una sottotribù di piante angiosperme dicotiledoni della famiglia delle Asteraceae.

## Etimologia
Il nome della sottotribù deriva dal suo genere più importante (Gymnanthemum) la cui etimologia deriva da due parole greche: "gymnós" (= nudo) e "ánthos" (= fiore); significa quindi "fiore nudo", e fa riferimento alla mancanza di pagliette del ricettacolo.
Il nome scientifico di questa sottotribù è stato definito per la prima volta dal botanico americano Harold E. Robinson (1932 - ) nella pubblicazione "Proceedings of the Biological Society of Washington - 112(1): 224 (1999)" del 1999.

## Descrizione

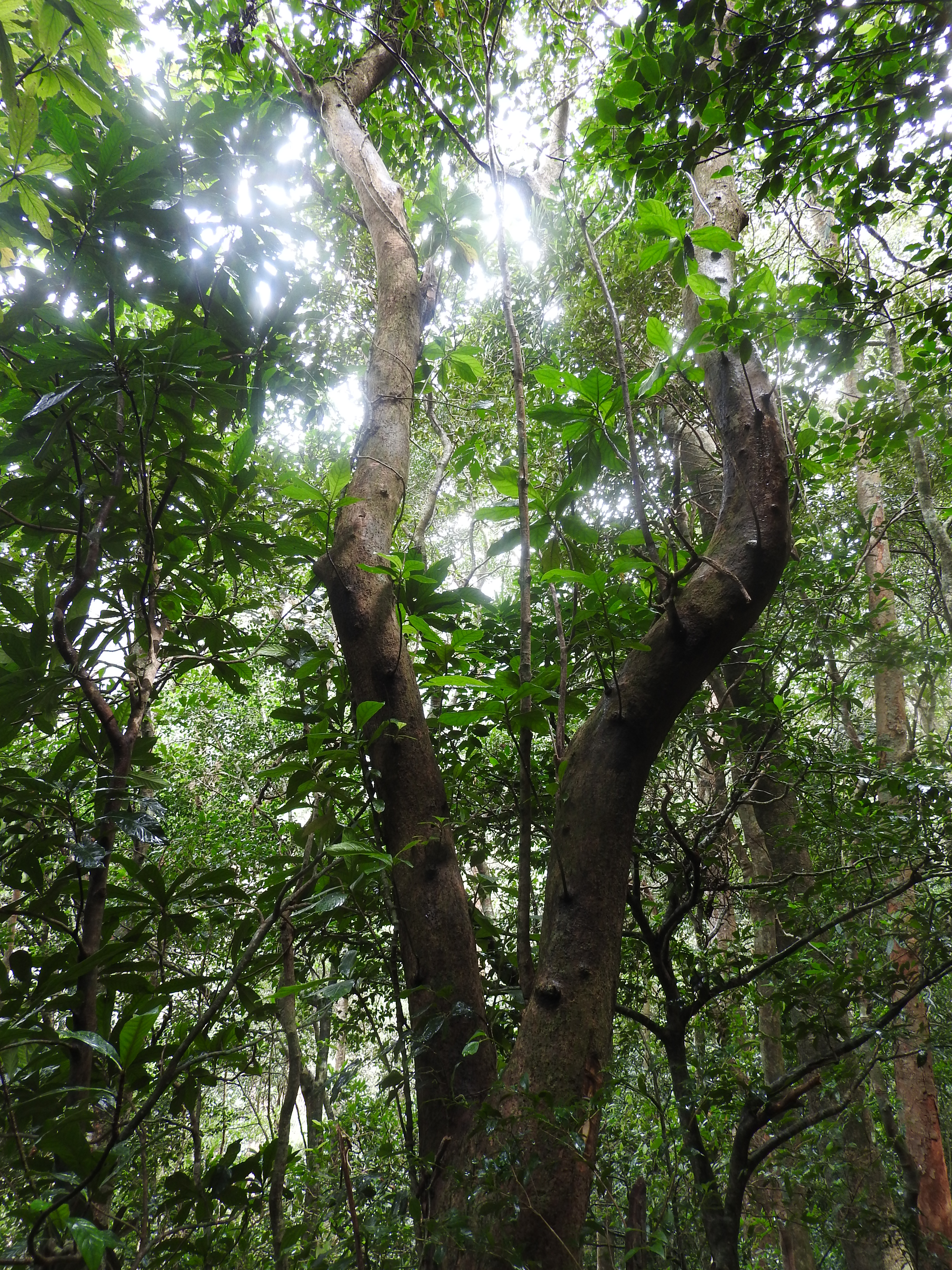
Il portamento
Monosis travancorica

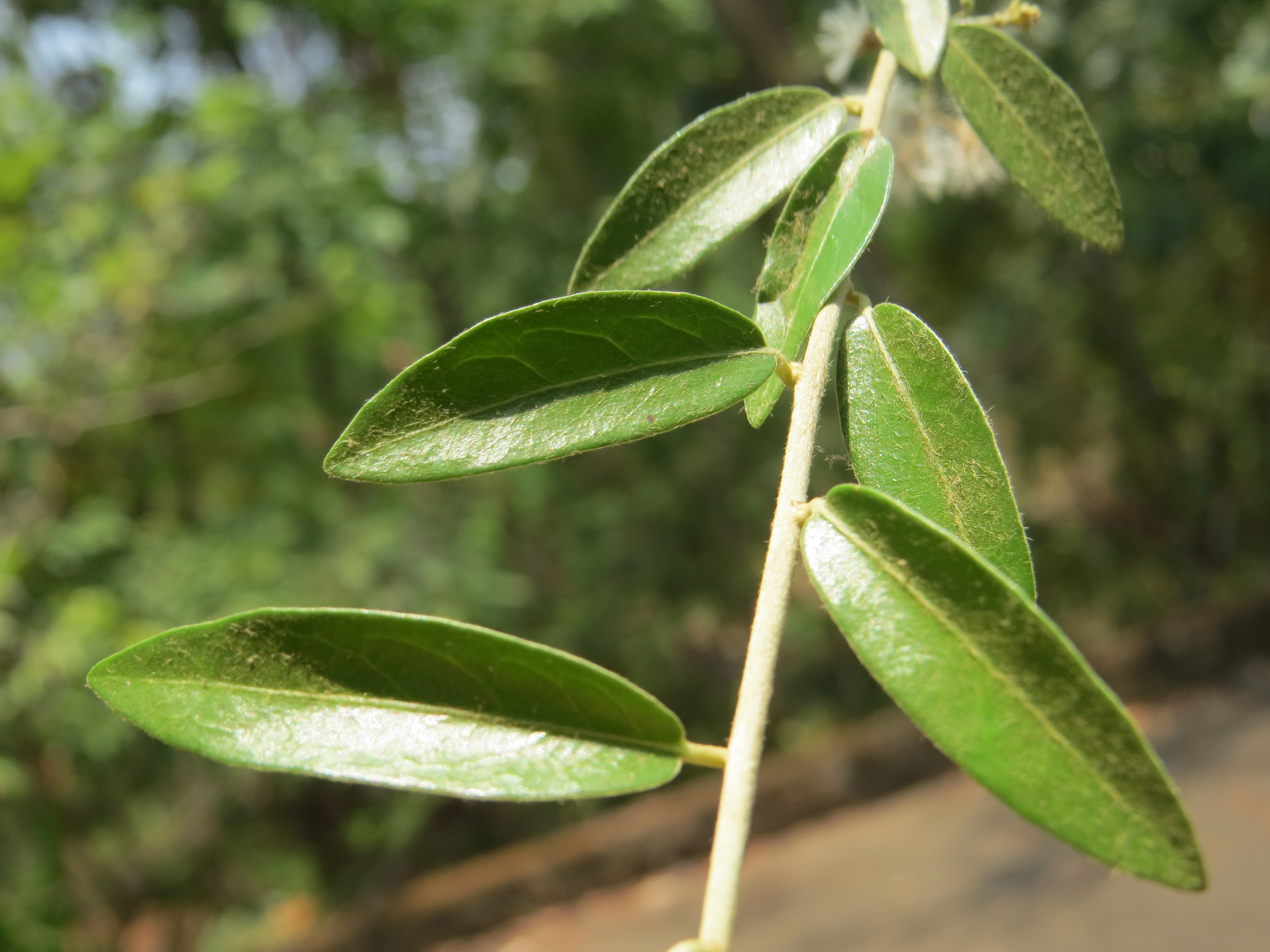
Le foglie
Tarlmounia elliptica

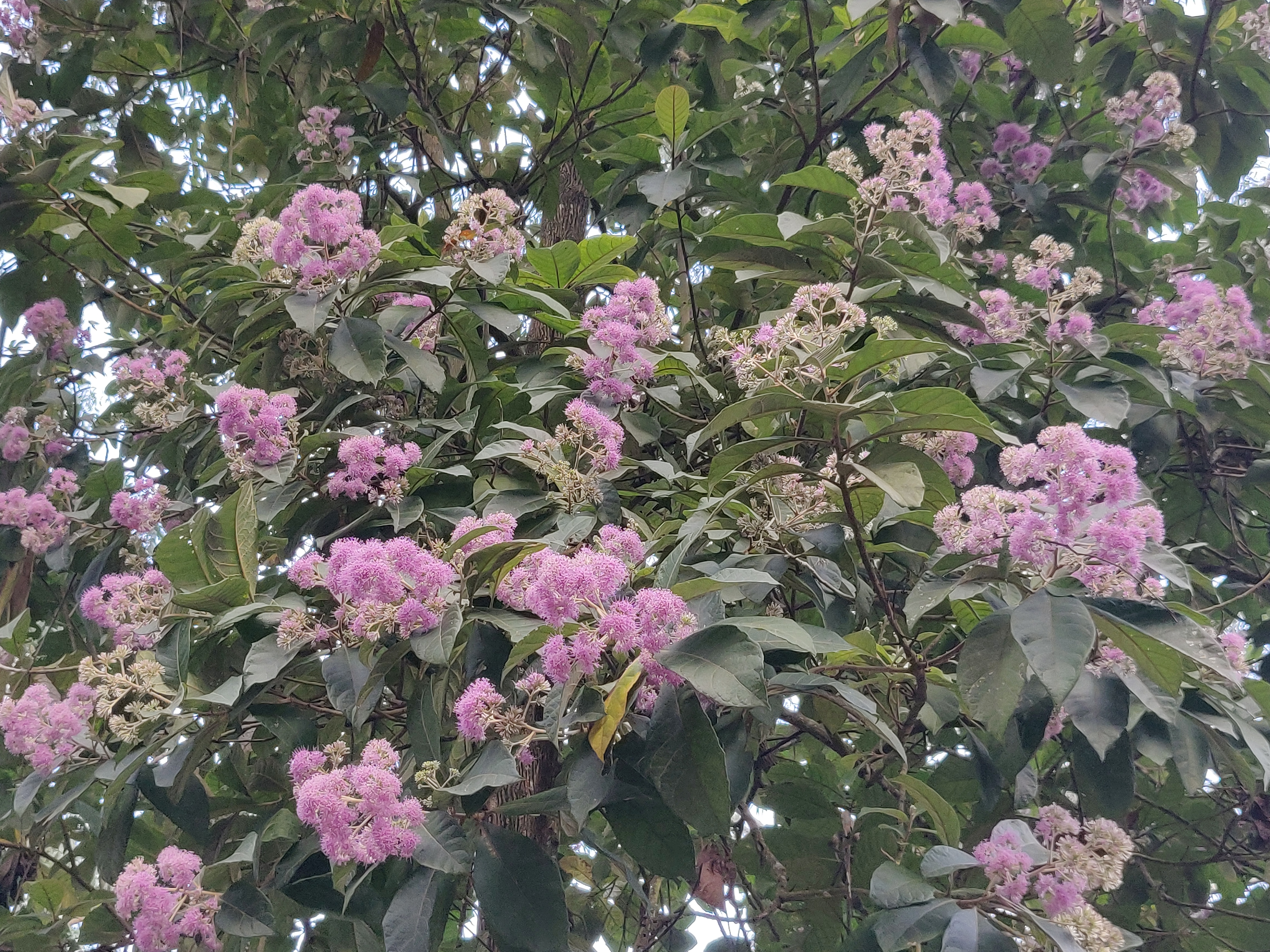
Infiorescenza
Strobocalyx arborea

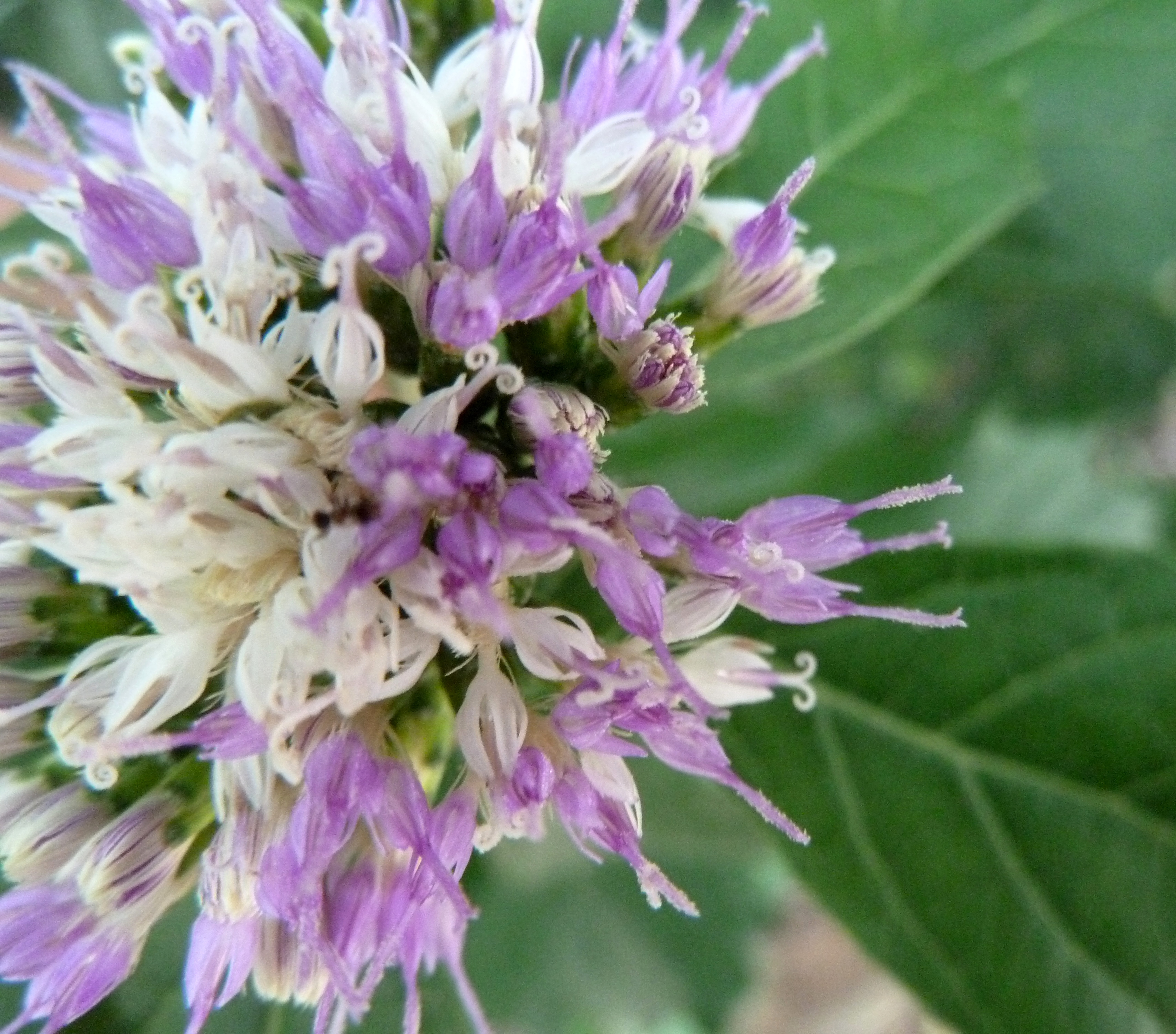
I fiori
Gymnanthemum corymbosum

L'habitus delle specie di questa sottotribù è in prevalenza arbustivo ma anche arboreo (genere Gymnanthemum).  Sono piante dotate di peli di vario tipo: semplici, spuntati (nella parte basale degli stili), stellati, fusiformi o contorti; sono presenti anche specie con pubescenza tomentosa (genere Lampropappus).
Le foglie in genere sono disposte in modo alterno con lamina più o meno intera a forma ovata o obovata e con venature pennate. In alcune specie i contorni sono lobati. La superficie inferiore delle foglie può essere tomentosa.
Le infiorescenze sono formate da capolini e sono di tipo frondoso, a recemo, a spiga o a corimbo. La struttura dei capolini è quella tipica delle Asteraceae: un peduncolo sorregge un involucro composto da diverse squame (o brattee) disposte su più serie (vedi tabella) che fanno da protezione al ricettacolo sul quale s'inseriscono diversi fiori (mediamente qualche decina) di tipo tubuloso. In alcune specie il fiore è unico su un involucro fusiforme (Gymnanthemum auriculiferum (Hiern) Isawumi). Le squame dell'involucro sono persistenti o decidue secondo la specie; i margini a volte sono ialini. Il ricettacolo normalmente è privo di pagliette a protezione della base dei fiori.
I fiori (vedi tabella per il numero) sono tetra-ciclici (ossia sono presenti 4 verticilli: calice – corolla – androceo – gineceo) e pentameri (ogni verticillo ha in genere 5 elementi). I fiori sono inoltre ermafroditi e actinomorfi (in qualche caso sono zigomorfi).
- Formula fiorale:

*/x K {\displaystyle \infty }, [C (5), A (5)], G 2 (infero), achenio
- Calice: i sepali del calice sono ridotti ad una coroncina di squame.
- Corolla: la corolla è tubulosa e normalmente termina con 5 lobi. Spesso i lobi delle corolle sono pubescenti. Il colore varia da lavanda a biancastro (ma sono presenti anche colori come porpora e blu).
- Androceo: gli stami sono 5 con filamenti liberi e distinti, mentre le antere sono saldate in un manicotto (o tubo) circondante lo stilo.[10]  Alcune specie hanno le antere speronate, altre con code allungate e/o ampie; in genere sono prive di ghiandole.  Il polline può essere di tipo tricolporato, ossia con tre aperture sia di tipo a fessura che tipo isodiametrica o poro e echinato (con punte)[11]; in alcune specie la parte più esterna dell'esina è sollevata a forma di creste e depressioni (tipo lophato).
- Gineceo: lo stilo è filiforme con alla base un anello (o nodo). Gli stigmi dello stilo sono due lunghi e divergenti; sono sottili, pelosi e con apice acuto.  L'ovario è infero uniloculare formato da 2 carpelli. Gli stigmi hanno la superficie stigmatica interna (vicino alla base).[12]

I frutti sono degli acheni con pappo. Gli acheni sono provvisti di diverse coste (vedi tabella); la superficie può essere glabra o sericea. All'interno possono essere presenti tessuti di tipo idioblasto e rafidi subquandrati, corti o moderatamente elongati. Gli acheni non hanno fitomelanina. Il pappo è formato da peli (o setole) disposti su due serie o tre serie (gli elementi esterni sono più brevi); possono essere presenti anche delle squamelle frammiste alle setole.

### Struttura dell'involucro, del capolino e dell'achenio
| Genere        | Numero brattee e serie dell'involucro | Numero fiori per capolino | Numero coste dell'achenio |
| ------------- | ------------------------------------- | ------------------------- | ------------------------- |
| Ananthura     | diverse su 4 - 5 serie                | circa 15                  | 8                         |
| Brenandendron | circa 110 in 7 - 9 serie              | 30 - 50                   | 8 - 10                    |
| Decaneuropsis | diverse su 4 - 6 serie                | 3 - 40                    | 8 - 10                    |
| Gymnanthemum  | 25 - 35 in 4 - 5 serie                | 1 - 50                    | 5 - 10                    |
| Lampropappus  | circa 30 in 4 - 5 serie               | circa 20                  | 5                         |
| Monosis       | diverse su 4 -5 serie                 | 1 - 20                    | 10                        |
| Myanmaria     | circa 20 in 2 - 3 serie               | 35 - 50                   | 10                        |
| Strobocalyx   | diverse su 4 - 5 serie                | 5 - 30                    | 5 - 10                    |
| Tarlmounia    | diverse su 5 serie                    | circa 5                   | 5                         |
| Uniyala       | diverse su 3 - 4 serie                | 10 - 30                   | 4 - 5                     |

## Biologia
- Impollinazione: l'impollinazione avviene tramite insetti (impollinazione entomogama tramite farfalle diurne e notturne).
- Riproduzione: la fecondazione avviene fondamentalmente tramite l'impollinazione dei fiori (vedi sopra).
- Dispersione: i semi (gli acheni) cadendo a terra sono successivamente dispersi soprattutto da insetti tipo formiche (disseminazione mirmecoria). In questo tipo di piante avviene anche un altro tipo di dispersione: zoocoria. Infatti gli uncini delle brattee dell'involucro si agganciano ai peli degli animali di passaggio disperdendo così anche su lunghe distanze i semi della pianta.

## Distribuzione e habitat
La distribuzione di questa sottotribù è relativa al Vecchio mondo: Africa, Asia e Oceano indiano con habitat in prevalenza tropicali.

## Tassonomia
La famiglia di appartenenza di questa voce (Asteraceae o Compositae, nomen conservandum) probabilmente originaria del Sud America, è la più numerosa del mondo vegetale, comprende oltre 23.000 specie distribuite su 1.535 generi, oppure 22.750 specie e 1.530 generi secondo altre fonti (una delle checklist più aggiornata elenca fino a 1.679 generi). La famiglia attualmente (2021) è divisa in 16 sottofamiglie.

### Filogenesi
Le specie di questa sottotribù appartengono alla tribù Vernonieae Cass. della sottofamiglia Vernonioideae Lindl.. Questa classificazione è stata ottenuta ultimamente con le analisi del DNA delle varie specie del gruppo. Da un punto di vista filogenetico in base alle ultime analisi sul DNA la tribù Vernonieae è risultata divisa in due grandi cladi: Muovo Mondo e Vecchio Mondo. I generi della sottotribù Gymnantheminae appartengono al subclade relativo all'Africa tropicale comprese le Hawaii (l'altro subclade africano comprende soprattutto specie meridionali).
Recentissime analisi (2019) con nuovi metodi filogenomici hanno migliorato la posizione della sottotribù. In particolare Gymnantheminae fa parte di un gruppo "basale" di sottotribù comprendenti anche Erlangeinae e Linziinae.
La sottotribù, e quindi i suoi generi, si distingue per i seguenti caratteri:
- l'habitus è soprattutto arbustivo o arboreo;
- le brattee interne dell'involucro talvolta sono decidue;
- il polline non è di tipo triporato;
- le antere sono prive di ghiandole;
- le piante sono in prevalenza paleotropicali (avventizie in America).

In precedenza la tribù Vernonieae, e quindi la sottotribù di questa voce (Gymnantheminae) di questo genere, era descritta all'interno della sottofamiglia Cichorioideae.
Il numero cromosomico delle specie di questa sottotribù è 2n = 18, 20, 30, 40 o 60.

### Composizione della sottotribù
La sottotribù comprende 10 generi e 81 specie.
| Genere                                                | N. specie                                                                         | Distribuzione                                    | Caratteri principali |
| ----------------------------------------------------- | --------------------------------------------------------------------------------- | ------------------------------------------------ | --- |
| Ananthura H.Rob. & Skvarla, 2011                      | Una specie: Ananthura pteropoda (Oliv. & Hiern) H.Rob. & Skvarla                  | Tanzania e Kenya                                 | |
| Brenandendron H. Rob., 1999                           | 3                                                                                 | Africa (tropicale, parte centrale e occidentale) | Le infiorescenze sono frondose con ramificazioni pennate. |
| Decaneuropsis H.Rob. & Skvarla, 2007                  | 12                                                                                | Asia sud-orientale                               | I fusti hanno un portamento rampicante. - Il tubo della corolla è snello. - Lo stilo è pubescente per peli a spazzola smussati.                                         |
| Gymnanthemum Cass., 1817                              | 35                                                                                | Africa, Asia (meridionale)                       | Le foglie hanno delle venature pennate. - La base dello stilo è priva di nodi o, se presenti, sono minuti.                                                              |
| Lampropappus (O. Hoffm.) H. Rob., 1999                | 3                                                                                 | Angola, Congo, Malawi e Zambia                   | L'habitus delle piante è subarbustivo. - Il pappo è formato da setole ampie e piatte (multiseriate). - La superficie degli acheni è sericea con lunghi peli uniseriati. |
| Monosis DC., 1834                                     | 9                                                                                 | Africa equatoriale e Asia sud-orientale          | L'involucro è lungo 7–10 mm. - Il polline è "psilolophato" (con avvallamenti e creste lisce) e con alti muri.                                                           |
| Myanmaria H. Rob., 1999                               | Una specie: M. calycina (DC.) H.Rob.                                              | Myanmar                                          | Le brattee dell'involucro sono larghe, arrotondate e verdi (simili a foglie). - Il polline è "lophato" con tre lacune polari.                                           |
| Strobocalyx (Blume ex DC.) Sch.Bip., 1861             | 9                                                                                 | Foreste sempreverdi dell'Asia del sud-est        | Le brattee dell'involucro presentano un particolare schema di embricazione.                                                                                             |
| Tarlmounia H.Rob., S.C.Keeley, Skvarla & R.Chan, 2008 | Una specie: Tarlmounia elliptica (DC.) H.Rob., S.C.Keeley, Skvarla & R.Chan, 2008 | Asia del sud-est                                 | Il portamento è rampicante. - Le foglie hanno de peli a forma di "T". - L'involucro è privo di ghiandole. - Gli acheni sono glabri.                                     |
| Uniyala H.Rob. & Skvarla, 2009                        | 7                                                                                 | India e Sri Lanka                                | L'habitus è formato da piccoli ed eretti subarbusti. - I fiori per capolino sono numerosi. - Il polline è sublophato.                                                   |